# سلین (برند)
سلین (انگلیسی: Céline) شرکت کالای لوکس فرانسوی است، که در زمینه طراحی و تولید کیف و کفش، انواع پوشاک آماده و محصولات چرمی فعالیت می‌نماید.
شرکت سلین در سال ۱۹۴۵ توسط سلین ویپیانا تأسیس شد و در سال ۱۹۹۶ به ارزش ۵۴۰ میلیون دلار، توسط گروه ال و ام هاش خریداری گردید. هم‌اکنون دفتر مرکزی این شرکت در شهر پاریس قرار دارد.وی از گروه بی تی اس سفیر این برند است. 